# Saccopharynx hjorti
Saccopharynx hjorti är en fiskart som beskrevs av Bertin, 1938. Saccopharynx hjorti ingår i släktet Saccopharynx och familjen Saccopharyngidae. Inga underarter finns listade i Catalogue of Life.